# Мансуров, Мирзо Мухиддин
Мирзо Мухитдин Мансуров (дата рождения неизвестна) — бухарский купец, общественный деятель и политик, один из лидеров джадидизма в Бухаре. Лидер движения младобухарцев.

## Биография
Мухитдин Мансуров по национальности таджик. Мирзо Мухиддин Мансуров (отец одного из основателей Таджикистана Абдулкадыра Мухитдинова).
Родился в аристократической семье. Был крупным бухарским банкиром и владельцем крупного хлопкоочистительного завода.
До революции Мансуров как один из богатейших людей Бухары был одним из участников и спонсоров движения местных джадидов С 1900 г. состоял в оппозиции эмиру Бухары. В 1912 г. Мансуров был одним из инициаторов создания газеты Бухорои Шариф на таджикском языке.
В 1917 году Мансуров - первый председатель младобухарской партии. Помимо него в Центральный комитет партии вошли его сыновья Мирзо Исам Мухитдинов и Мирзо Абдукадыр Мухитдинов.
После ликвидации эмирата в Бухаре и провозглашения Бухарской народной советской республики, в 1920 г. Мансуров возглавлял миссию БНСР в Москве по установлению торговых и политических связей с советской Россией.
1920 - 1921 назир торговли и промышленности в Бухарской народной советской республики.
Член президиума Всебухарского ЦИК от купечества в 1922.

## Семья
Мухитдин Мансуров был выходцем из знатной семьи. Был женат на женщине также из семьи интеллектуалов.
У него было 4 сыновей и 1 дочь: Мирзо Исам Мухитдинов; Мирзо Абдукадыр Мухитдинов; Мирзо Амин Мухитдинов; Мирзо Хайрулло Мухитдинов; Матлабхон Мухитдинова.
Сыновья активно участвовали в политической жизни: Исам, Абдукадыр, Амин были соратниками Мансурова по партии младобухарцев, Исам руководил у отца бизнесом и торговый дом Мансуровом,  Абдукадыр позднее стал руководителем БНСР, Амин служил полномочным представителем БНСР в РСФСР.

## Награды
- Орден Красной Звезды I степени Бухарской НСР

## Дополнительные источники
- С. В. Чиркин. Двадцать лет службы на Востоке. Москва. Русский путь. 2006. Стр. 274
- Файзулла Ходжаев. Избранные труды в трех томах. (Ред. колл. А. А. Агзамходжаев и др.) Т. I. — Ташкент: «Фан», 1970. с. 87-89
- Файзулла Ходжаев К истории революции в Бухаре и национального размежевания Средней Азии
- Справочник по истории Коммунистической партии и Советского Союза 1898—1991